# Club Deportivo Calahorra "B"
El Club Deportivo Calahorra B es un club de fútbol  de la ciudad de Calahorra, en La Rioja, España. Fue fundado en 1970 y juega actualmente en Regional Preferente de La Rioja desde su descenso en la temporada 2024-25.

## Antecedentes
Los orígenes del club filial del C. D. Calahorra "B" se remontan a la década de los 70 cuando se creó para ayudar al primer equipo a poder conseguir la permanencia en la Tercera División tras una restructuración por parte de la RFEF. Durante los siguientes años siguieron con su actividad a modo de filial y a su vez se utilizó los diferentes equipos juveniles. El C. D. Calahorra Promesas desapareció en la temporada 1994-95.

## El club actual
En el año 2004 se creó la Asociación de Fútbol Calahorra. Este club partió desde la Regional Preferente riojana hasta la Tercera División. Un club que se creó para dar salida a los jóvenes que no tenían cabida en el C. D. Calahorra. Este equipo se convirtió en filial del C. D. Calahorra pero desapareció en la temporada 2011-12.
En este momento el C. D. Calahorra contaba como filial a sus equipos juveniles, pero no un club como tal. Esto cambió en la temporada 2018-19 cuando el club volvió a retomar la idea de tener un club filial.
En este primer año logró el ascenso a Tercera División terminando primero en una liga muy disputada. 
Comenzó entonces una racha de seis temporadas en Tercera División riojana. En este periodo logró, en la temporada 2020-21, la clasificación la promoción de ascenso a Segunda Federación. El filial no consiguió el ascenso al perder con el Club Deportivo Varea.
Debió haber jugado otra promoción en la temporada 2023-24, pero la presencia del primer equipo en Segunda Federación se lo impidió.
Finalmente el descenso del primer equipo en la temporada 2024-25 a Tercera Federación arrastró al filial a regional pese a haber terminado en 7.ª posición.

## Uniforme
- Primera equipación: Camiseta roja, pantalón azul y medias rojas y azules
- Segunda equipación: Camiseta azul, pantalón rojo y medias azules y rojas

## Estadio
Disputa los partidos como local en el Estadio La Planilla, con capacidad para 4500 espectadores, el segundo mayor de La Rioja, después del estadio municipal Las Gaunas.

## Palmarés
Nota: en negrita competiciones vigentes en la actualidad.
| Competición regional                  | Títulos           | Subcampeonatos |
| ------------------------------------- | ----------------- | -------------- |
| Regional Preferente de La Rioja (1/0) | 2018-19.          |                |
| Primera Regional de Navarra (0/1)     |                   | 1988-89.       |
| Segunda Regional de Navarra (2/0)     | 1968-69, 1983-84. |                |

## Datos del club
- Dirección de oficinas:  Av. Numancia, 92, 26500 Calahorra (La Rioja)
- Temporadas en Primera División: 0
- Temporadas en Segunda División: 0
- Temporadas en Primera Federación: 0
- Temporadas en Segunda Federación: 0
- Temporadas en Tercera Federación / Tercera División: 6

## Trayectoria

### Histórica de temporadas
| Temporada | División     | Puesto |
| --------- | ------------ | ------ |
| 1965-66   | 2.ª Regional | 3.º    |
| 1966-67   | 2.ª Regional | 10.º   |
| 1967-68   | Inactivo     | —      |
| 1968-69   | 2.ª Regional | 1.º    |
| 1969-70   | 2.ª Regional | 6.º    |
| 1970-71   | 2.ª Regional | 3.º    |
| 1971-72   | 2.ª Regional | 5.º    |
| 1972-73   | 2.ª Regional | 8.º    |
| 1973-74   | 2.ª Regional | 9.º    |
| 1974-75   | 1.ª Regional | 7.º    |
| 1975-76   | 1.ª Regional | 4.º    |
| 1976-77   | 1.ª Regional | 14.º   |
| 1977-78   | 2.ª Regional | 13.º   |
| 1978-1982 | Inactivo     | —      |
| 1982-83   | 2.ª Regional | 8.º    |

| Temporada | División     | Puesto |
| --------- | ------------ | ------ |
| 1983-84   | 2.ª Regional | 1.º    |
| 1984-85   | 1ª Regional  | 10.º   |
| 1985-86   | 1ª Regional  | 6.º    |
| 1986-87   | Preferente   | 16.º   |
| 1987-88   | Preferente   | 9.º    |
| 1988-89   | 1ª Regional  | 2.º    |
| 1989-90   | Preferente   | 8.º    |
| 1990-91   | Preferente   | 12.º   |
| 1991-92   | Preferente   | 3.º    |
| 1992-93   | Preferente   | 3.º    |
| 1993-94   | Preferente   | 8.º    |
| 1994-95   | Preferente   | 5.º    |
| 1995-1998 | Inactivo     | —      |
| 1998-99   | Preferente   | 7.º    |
| 1999-00   | Preferente   | 10.º   |

| Temporada | División          | Puesto |
| --------- | ----------------- | ------ |
| 2000-01   | Preferente        | 7.º    |
| 2001-02   | Preferente        | 7.º    |
| 2002-2011 | Inactivo          | —      |
| 2011-12   | Preferente        | 17.º   |
| 2012-2018 | Inactivo          | —      |
| 2018-19   | Preferente        | 1.º    |
| 2019-20   | 3.ª (Grupo XVI)   | 9.º    |
| 2020-21   | 3.ª (Grupo XVI)   | 7.º    |
| 2021-22   | 3.ª Fed. (G. XVI) | 8.º    |
| 2022-23   | 3.ª Fed. (G. XVI) | 10.º   |
| 2023-24   | 3.ª Fed. (G. XVI) | 3.º    |
| 2024-25   | 3.ª Fed. (G. XVI) | 7.º    |
| 2025-26   | Preferente        |        |

```
LEYENDA

 :Ascenso de categoría

 :Descenso de categoría
```

### Participaciones en playoffs de ascenso
| Temporada | Liga         | Ronda | Rival       | Ida | Vuelta | Global |  | Ascenso |
| --------- | ------------ | ----- | ----------- | --- | ------ | ------ |  | ------- |
| 2020-21   | 3.ª División | Final | C. D. Varea | 2-1 | 2-1    | 2-1    |  |         |